# Salvador Palomino
Salvador Palomino es un actor, teatrólogo y ajedrecista cubano. 

## Biografía
Nacido en Santiago de Cuba. Licenciado en lengua rusa, desde joven se interesa por el teatro y los medios audiovisuales. 
Ocupa diversos cargos en la esfera de la cultura cubana; Subdirector de la Dirección de Artes Escénicas en Santiago de Cuba, Asesor del Ministro de Cultura de Cuba. Actualmente reside en España donde está involucrado en diversos proyectos como actor.
Paralelamente a su labor como actor profundiza en su faceta de ajedrecista, participando en diversos torneos nacionales e internacionales.

## Filmografía
- Aventuriers des mers du Sud, Les (2006) (Francia)
- Amants du bagne, Les (2004) (Bélgica)
- Hacerse el sueco (2001) (Cuba)
- Amazone (2000) (Francia)

## Enlaces
- http://www.salvadorpalomino.info (enlace roto disponible en Internet Archive; véase el historial, la primera versión y la última).
- http://www.imdb.com/name/nm0658752/
- https://web.archive.org/web/20071021125430/http://www.cubainformacion.tv/index.php?option=com_content&task=view&id=1196&Itemid=86

- Datos: Q6117751